# تحالف قوات الجنوب
كان تحالف قوات الجنوب تحالف من المتمردين السوريين تألف من 8 فصائل متمردة من الجبهة الجنوبية للجيش السوري الحر. عملت المجموعة في جنوب غربي سوريا. دعم التحالف اللجنة العليا للمفاوضات ومشاركتها في محادثات جنيف للسلام حول سوريا.

## المجموعات الأعضاء
- ألوية العمري
- فرقة 18 آذار
  - شهيد حوران
  - تحرير حوران
  - كتيبة الهندسة والصواريخ[4]
- فرقة الحسم[1]
  - فرقة عمود حوران
  - لواء راية الإسلام[8]
  - فرقة شهداء الحرية
- فرقة الحق
- الفرقة 46 مشاة[1]
  - الفرقة 24 مشاة
  - الفرقة 69 قوات خاصة
    - لواء أحرار أنخل
    - لواء المرابطون
    - لواء أسود الإسلام
    - لواء الفتح المبين

  - لواء البيت
- اللواء الأول مهام خاصة
- جيش الخلاص[9]
  - فرقة أحرار نوى
    - الفرقة الثامنة مشاة[10]

  - فرقة الشهيد جميل أبو الزين شرف
  - فرقة المغاوير الخاصة
- لواء الكرامة

## تاريخ
في 19 مايو 2017، اغتيل مازن جواد، المعروف أيضاً باسمه الحركي أبو وليد، قائد فرقة أحرار نوى التابعة لتحالف قوات الجنوب، على أيدي مهاجمين مجهولين في منزله في أنخل.